# Björn Englund
Björn Englund, född 25 april 1942, är en svensk arkivarie och diskograf.
Englund var under större delen av sitt yrkesverksamma liv anställd först på Nationalfonoteket vid Kungliga biblioteket, sedan under fonotekets fortsättning som självständig myndighet under namnen Arkivet för ljud och bild och Statens ljud- och bildarkiv. Under denna tid stod han och frilansskribenten Karleric Liliedahl bakom i stort sett alla utgivna diskografier över svenska inspelningar från 78-varsepoken.
Englund har också varit verksam som producent av återutgivningar av musik från samma epok; nämnas kan tio-LP-boxen Melodier som bedåra och de tio LP:na i serien Det var bättre förr!, båda med Sonorainspelningar.
I Roy Anderssons långfilm Du levande från 2007 spelade han mannen med det åbäkiga blåsinstrumentet.